# تعطیلات نشنال لمپون
تعطیلات ملی لامپون (به انگلیسی: National Lampoon's Vacation) فیلمی محصول سال ۱۹۸۳ و به کارگردانی هارولد ریمیس است. در این فیلم بازیگرانی همچون چوی چیس، بورلی دی آنجلو، ایموجین کوکا، رندی کواید، جون کندی، کریستی برنکلی، آنتونی مایکل هال، دینا بارون، میریام فلین، ادی براکن، برایان دویل-موری، جیمز کیچ، یوجین لوی، فرانک مک‌ری، جین کراکوسکی ایفای نقش کرده‌اند.